# Ilhama Gasimova
Ilhama Gasimova (azeri: İlhamə Qasımova) (Bala Şürük, Lankaran Rayon, 1976) é um cantor pop do Azerbaijão.

## Biografia
Ilhama Gasimova nasceu na vila de Bala Şürük e cresceu em Lankaran, onde se formou na escola. Mais tarde, ela se formou em filologia pela Universidade Estadual de Lankaran e trabalhou como professora de língua e literatura em azeri por dois anos. Em 1999, mudou-se para Baku para defender uma dissertação de mestrado, mas problemas de adaptação e dificuldades financeiras a obrigaram a abandonar seu plano e encontrar um emprego no escritório para ganhar a vida. Apesar de ser musicalmente talentosa e citar o canto como um hobby de infância, Ilhama Gasimova não escolheu seguir uma carreira no show business em parte devido a seus pais se oporem a essa escolha.

### Carreira musical
Ilhama Gasimova não tinha treinamento musical profissional quando seus colegas de trabalho a convenceram a se inscrever no concurso de músicas de outono de Baku em 2000, onde ganhou o primeiro prêmio. Apesar desse sucesso, Ilhama Gasimova permaneceu cética sobre sua possível carreira como cantora, afirmando em uma entrevista que não tinha meios financeiros para se autopromover. No entanto, cinco anos depois, ela foi novamente convencida a se candidatar na quarta temporada do concurso de canções do Azerbaijão Yeni Ulduz (2005-2006), onde competiu ao lado de Aysel Teymurzadeh (que representou o Azerbaijão no Eurovision Song Contest mais tarde, em 2009) vencendo-a na final. Essa vitória marcou o início da carreira profissional de Gasimova. Em 2011, ela avançou para a final da seleção nacional Eurovision 2011 do Azerbaijão (do mesmo calor que o vencedor do Eurovision 2011, Nigar Jamal), mas perdeu para a dupla Ell & Nikki na final, em 11 de fevereiro. Ela então anunciou seus planos de continuar sua carreira na Alemanha, onde mais tarde assinou um contrato com a Universal Music.
Em novembro de 2011, Ilhama Gasimova lançou seu primeiro single, Bei Mir Bist Du Sheen, com o DJ OGB, uma versão moderna da popular música iídiche de 1932. O videoclipe da música se tornou o sexto mais vendido no iTunes. Ela anunciou seus planos de lançar um álbum que incluiria versões remixadas das músicas dos anos 1930-50. Em 2012, ela ganhou um EMMAward de melhor vídeo (Bei Mir Bist Du Sheen).
De janeiro a fevereiro de 2012, Ilhama Gasimova fez sua primeira grande turnê e fez concertos em cidades da Alemanha e Áustria, incluindo Berlim, Karlsruhe, Fulda, Lübeck e Ludwigshafen.